# Nigeria Volleyball Premier League (damer)
Nigeria Volleyball Premier League är den högsta serien i volleyboll för damer i Nigeria. Serien arrangeras av Nigeria Volleyball Federation.

## Resultat per år
| Säsong               | Podium                                   | Podium                                   | Podium                 |
| Mästare              | Andra                                    | Tredje                                   |                        |
| -------------------- | ---------------------------------------- | ---------------------------------------- | ---------------------- |
| 2018 mer information | Nigeria Customs Service                  |                                          |                        |
| 2019 mer information | Nigeria Security and Civil Defence Corps | Nigeria Customs Service                  | Chief of Army Staff VC |
| 2020 mer information |                                          |                                          |                        |
| 2021 mer information | Nigeria Security and Civil Defence Corps | Nigeria Customs Service                  |                        |
| 2022 mer information | Nigeria Customs Service                  |                                          |                        |
| 2023 mer information | Chief of Naval Staff VC                  | Nigeria Security and Civil Defence Corps | Chief of Army Staff VC |